# Власов, Виктор Владимирович
Виктор Владимирович Власов (21 октября 1950, Липецкая область — 21 февраля 2008, Москва) — советский и российский военный строитель. В ноябре 2007 — феврале 2008 исполняющий обязанности начальника Службы расквартирования и обустройства МО РФ. Генерал-полковник (2004).

## Биография
Виктор Владимирович родился 21 октября 1950 в селе Круглое Липецкой области. В 1973 году окончил Воронежский инженерно-строительный институт.
После окончания института был в том же году на два года призван в армию в звании лейтенанта. Был заместителем командира роты в военно-строительном отряде, сотрудником Управления инженерных работ (УИР).
После увольнения из армии два года работал на гражданском производстве. 
С февраля 1977 года вновь на военной службе. Занимал различные должности в военно-строительных частях Прибалтийского военного округа: начальник строительного участка, начальник строительно-монтажного управления, главный инженер УИР, начальник УИР, главный инженер строительного управления округа. С 1991 года — первый заместитель начальника Главного управления специального строительства Министерства обороны СССР.
С июля 1992 года — заместитель начальника, с декабря 1996 года — начальник Главного квартирно-эксплуатационного управления (ГлавКЭУ) Минобороны России. С декабря 2004 года — заместитель начальника Службы расквартирования и обустройства МО РФ. В ноябре 2007 года В. В. Власов был назначен временно исполняющим обязанности начальника Службы расквартирования и обустройства МО РФ. Генерал-майор (14.11.1992), генерал-лейтенант (1996), генерал-полковник (2004).
21 февраля 2008 года покончил с собой (застрелился в своём служебном кабинете). Похоронен на Троекуровском кладбище Москвы.
Автор десяти научных публикаций.

## Семья
Был женат, имел троих детей.

## Награды
- Орден «За военные заслуги»
- Орден «За службу Родине в Вооружённых Силах СССР» III степени
- Медаль «За боевые заслуги»
- другие медали СССР и России
- Заслуженный строитель Российской Федерации (25.11.1994)
- Государственная премия Российской Федерации имени Маршала Советского Союза Г. К. Жукова (2002)